# دوفيل (الأردين)
دوفيل هي بلدية فرنسية تقع في إقليم الأردين في منطقة غراند إيست. 

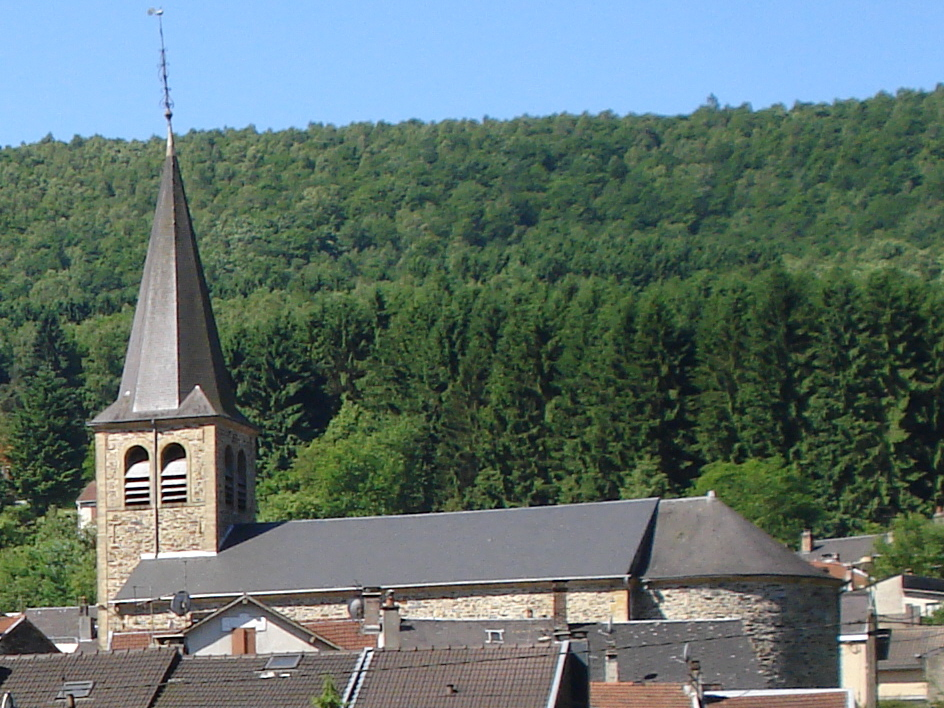
كنيسة القديس موريس دي ديفيل.